# لوسي مونتجومري
لوسي مونتجومري (بالإنجليزية: Lucy Montgomery)‏ هي ممثلة بريطانية، ولدت في 24 يناير 1975 في إبسوم في المملكة المتحدة.

## وصلات خارجية
- لوسي مونتجومري على موقع IMDb (الإنجليزية)
- لوسي مونتجومري على موقع ميوزك برينز (الإنجليزية)
- لوسي مونتجومري على موقع قاعدة بيانات الفيلم (الإنجليزية)